# Gilles R. Lefebvre
Pour les articles homonymes, voir Lefebvre.
Gilles R. Lefebvre (1929-10 avril 2003) est un linguiste et ethnologue québécois.
Gilles-Raymond Lefebvre a obtenu un doctorat en linguistique en 1957. Il travaille par la suite au Centre de recherche en lexicographie de l'Université de Montréal, puis en 1960 devient professeur au Département de linguistique de cette université où il est agrégé en 1965. Il s'est intéressé à la lange des Inuits, l'inuktitut, et a contribué à sa formalisation,. Il est aussi connu pour ses travaux sur le français du Québec, plus particulièrement le joual, ainsi que sur les créoles français, notamment en Haïti et à la Guadeloupe. C'est aussi le grand spécialiste de la situation de diglossie français-créole parmi la population blanche de l'île Saint-Barthélemy. 